# Чердинцево
Черди́нцево (рос. Чердынцево) — село у складі Частоозерського округу Курганської області, Росія.
Населення — 171 особа (2010, 256 у 2002).
Національний склад станом на 2002 рік:
- росіяни — 98 %